# Kanton Ussel-Ouest
Kanton Ussel-Ouest (francouzsky Canton d'Ussel-Ouest) je francouzský kanton v departementu Corrèze v regionu Limousin. Tvoří ho čtyři obce.

## Obce kantonu
- Chaveroche
- Lignareix
- Saint-Angel
- Saint-Pardoux-le-Vieux
- Ussel (západní část)